# هاردينبورغ (نيويورك)
هاردينبورغ (بالإنجليزية: Hardenburgh, New York)‏ هي بلدة أمريكية تقع في الولايات المتحدة في مقاطعة أولستر، نيويورك. يقدر عدد سكانها بـ 215 نسمة ومساحتها 211.2 كم2 وترتفع عن سطح البحر 873 متر.